# (5772) Johnlambert
(5772) Johnlambert (1988 LB) – planetoida z pasa głównego asteroid okrążająca Słońce w ciągu 4,09 lat w średniej odległości 2,55 j.a. Odkryta 15 czerwca 1988 roku.